# Sincan (Ankara)
Sincan ist eine Stadt und ein Landkreis der türkischen Provinz Ankara und gleichzeitig ein Stadtbezirk der Büyükşehir belediyesi (Großstadtkommune) Ankara. Sincan liegt 27 Kilometer nordwestlich vom Zentrum der Hauptstadt. Der Landkreis grenzt im Westen an Ayaş, im Süden an Polatlı und Yenimahalle, im Osten an Etimesgut und Kazan.
Zur Zeit des Staatsgründers Mustafa Kemal Atatürk nahm die damals dörfliche Siedlung zahlreiche Flüchtlinge aus Rumänien (genauer aus dem rumänischen Ort Köseabdi) und Bulgarien auf. Viele von ihnen brachten Tulpenzwiebeln mit, weshalb im Ort noch heute zahlreiche Tulpen angebaut werden. Die im Stadtlogo abgebildete Jahreszahl 1956 dürfte auf das Jahr der Erhebung zur Gemeinde (Belediye/Belde) hinweisen.
In Sincan befindet sich ein Typ-F-Gefängnis.